# 식물 큐티클

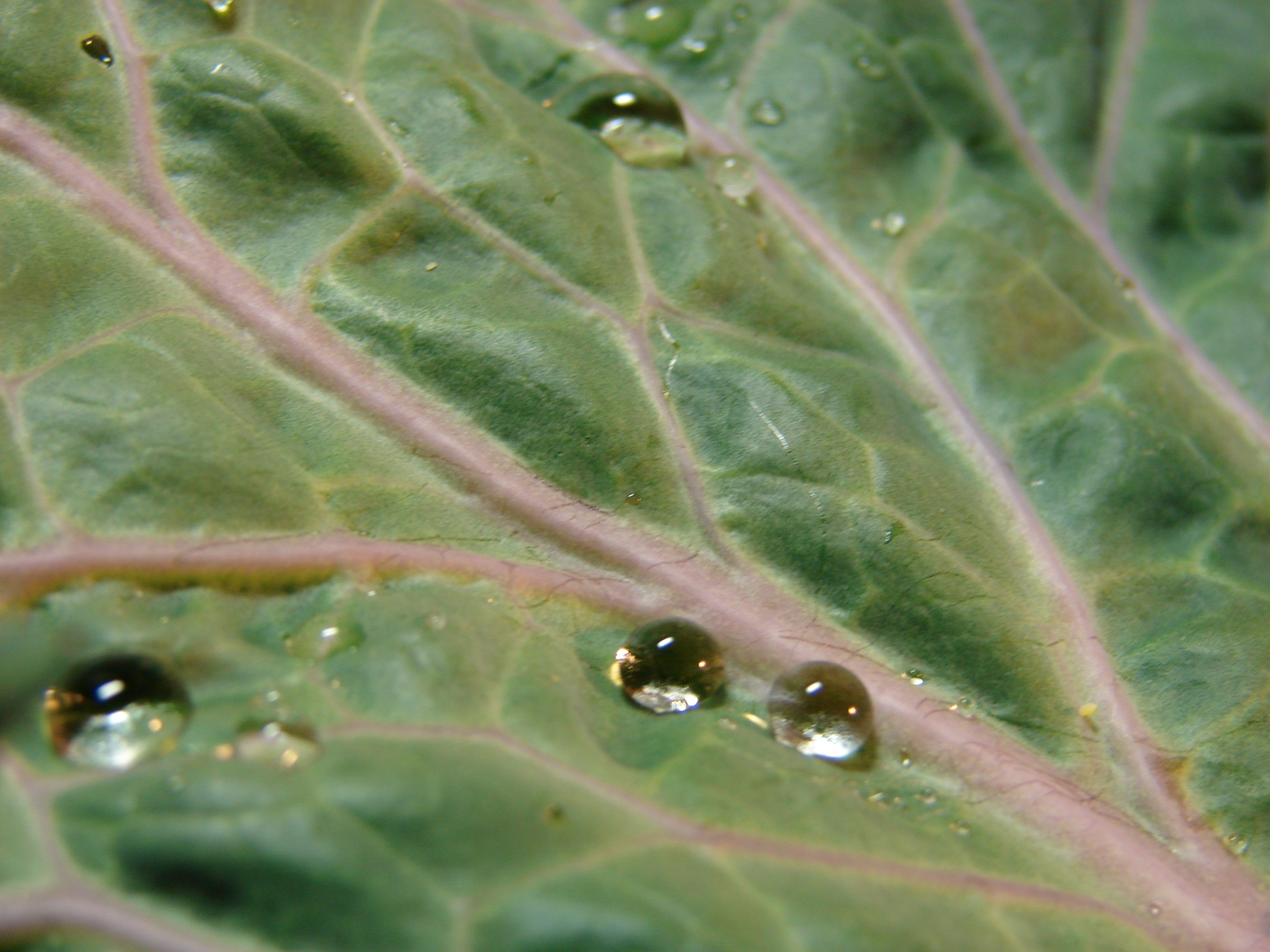
케일 잎의 왁스 큐티클에 맺힌 물방울

식물 큐티클(영어: plant cuticle)은 잎, 어린 새싹 및 주피가 없는 기타 지상 식물 기관(여기서는 토양이나 다른 기질에 묻혀 있지 않은 모든 식물 부분을 의미함)의 가장 바깥쪽 표피를 덮는 보호막이다. 큐티클은 왁스가 주입된 지질과 탄화수소 중합체로 구성되며 표피 세포에서만 합성된다.

## 같이 보기
- 잎
- 표피